# Пояс Витовта
Пояс Витовта — условное название уникального поясного гарнитура (в торевтической историографии и сборах крупнейших музеев мира аналоги неизвестны). Учёные полагают, что он попал на территорию Белоруссии как подарок от будущего первого из крымских ханов Хаджи I Герая, на тот момент претендента на Крымский улус, великому князю литовскому Витовту.

## История
«Пояс Витовта» датируется XIV или началом XV века. Был обнаружен в начале 1990-х годов при раскопках вблизи деревни Литва Молодечненского района.
Как полагает В. Рябцевич, письменные источники, в частности сообщения Генэ, шута великого князя Витовта, и хана Менгли-Гирэя, позволяют высказать гипотезу, что пояс мог быть подаренный Витовту Хаджи-Гиреем во время встречи в Минске в августе 1428 года. Наиболее достоверной датировкой сокрытия клада В. Рябцевич считал «смутное время» (1430—1432) в Великом княжестве Литовском.
Несмотря на то, что пояс был занесен в Государственный список историка-культурных ценностей высшей категории, около 11 лет он находился в частных руках. В конце 2006 года решением Верховного суда раритет был обращён в собственность белорусского государства и по состоянию на 2016 год находится на хранении в Национальным музее истории и культуры Беларуси.
В 2013 году РУП «Белорусский видеоцентр» создал документальный фильм «Пояса Великого князя Витовта», в котором профессор Адам Мальдис утверждает, что кроме пояса, который теперь находится в Национальном музее истории и культуры Беларуси, есть и другой пояс, который принадлежал Витовту, а теперь находится во Франции.

## Описание
Уникальный пояс состоит из нескольких полых серебряных пластин (гравировка, чернь, золочение) — 2 звездчатые (16 «лучей»), декорированные растительным орнаментом, изображениями птиц и «василисков»; 11 круглых с растительным орнаментом; пряжка с наконечником, орнаментированная растительным орнаментом; 5 соединительных прямоугольных планок. Общий вес поясного гарнитура — 805,40 грамм, проба серебра — 960°.
Пластины пояса предположительно произведены в генуэзской колонии Кафе (Феодосия) которая активно контактировала с Крымским улусом, пряжка с наконечником — вероятно, в Италии (возможно в Генуе).